# Potentilla anachoretica
Potentilla anachoretica es una especie de planta del género Potentilla, perteneciente a la familia Rosaceae.

## Taxonomía
Potentilla anachoretica fue descrita por Jiří Soják en 1974.

## Distribución
Se encuentra en el territorio norte de Siberia hasta Alaska.